# Victorias
Victorias è una città componente delle Filippine, situata nella Provincia di Negros Occidental, nella Regione di Visayas Occidentale.
Victorias è formata da 26 baranggay:
- Barangay I (Pob.)
- Barangay II (Pob.)
- Barangay III (Pob.)
- Barangay IV (Pob.)
- Barangay V (Pob.)
- Barangay VI (Pob.)
- Barangay VI-A
- Barangay VII (Pob.)
- Barangay VIII (Pob.)
- Barangay IX (Daan Banwa)
- Barangay X (Estado)
- Barangay XI (Gawahon)
- Barangay XII

- Barangay XIII
- Barangay XIV
- Barangay XV
- Barangay XV-A
- Barangay XVI
- Barangay XVI-A
- Barangay XVII
- Barangay XVIII
- Barangay XVIII-A
- Barangay XIX
- Barangay XIX-A
- Barangay XX
- Barangay XXI